# Lijst van voetbalinterlands Barbados - Guyana (vrouwen)
Deze lijst van voetbalinterlands is een overzicht van alle officiële voetbalinterlands tussen de nationale vrouwenteams van Barbados en Guyana. De landen hebben tot nu toe twee keer tegen elkaar gespeeld.

## Wedstrijden
| № | Plaats  | Datum       | Competitie                                       | Wedstrijd         | Uitslag |
| - | ------- | ----------- | ------------------------------------------------ | ----------------- | ------- |
| 1 | Macoya  | 10 mei 2010 | Noord-Amerikaans kampioenschap 2010 kwalificatie | Guyana − Barbados | 4 − 0   |
| 2 | Leonora | 27 mei 2018 | Noord-Amerikaans kampioenschap 2018 kwalificatie | Barbados − Guyana | 0 − 0   |

## Samenvatting
| Competitie                                  | Totaal gespeeld | Winst Barbados | Gelijk | Winst Guyana | Doelsaldo Barbados – Guyana |
| ------------------------------------------- | --------------- | -------------- | ------ | ------------ | --------------------------- |
| Noord-Amerikaans kampioenschap kwalificatie | 2               | 1              | 1      | 0            | 4 − 0                       |
| Totaal                                      | 2               | 1              | 1      | 0            | 4 − 0                       |